# Wilhelm Richter (General)
Wilhelm Friedrich Richter (* 17. September 1892 in Hirschberg, Provinz Schlesien; † 4. Februar 1971 in Rendsburg) war ein deutscher Offizier, zuletzt im Range eines Generalleutnants, der während des Ersten und Zweiten Weltkriegs aktiv war.

## Leben
Wilhelm Richter war ein Sohn des Oberbürgermeisters von Hirschberg und Frankfurt an der Oder Georg Richter (1853–1925). 1913, ein Jahr vor Beginn des Ersten Weltkriegs, trat er mit 21 Jahren in das Deutsche Heer ein. Er nahm an Schlachten des Ersten Weltkrieges teil. Nach 1918 verblieb er in der Armee und setzte in der reduzierten und abgerüsteten Reichswehr seine militärische Laufbahn fort.
1937 erhielt Richter den Befehl über das Artillerie-Regiment 30 der Wehrmacht. Er nahm 1939 am Überfall auf Polen und 1940 am Westfeldzug teil. 1941 kämpfte er an der Ostfront gegen die Sowjetunion. Im März 1943 übernahm er das Kommando über die 716. Infanterie-Division in der Normandie, deren Aufgabe es war, die französische Küste gegen einen alliierten amphibischen Angriff zu schützen. Richters Abschnitt lag westlich von Bayeux, wo die 352. Infanterie-Division ab Mai 1944 stationiert war, und östlich von Caen.
Als die Invasion am 6. Juni 1944 erfolgte, kämpften Richters Truppen im Wesentlichen gegen Kanadier und Briten, die über den Invasionsstrand Juno Beach in Frankreich gelandet waren. Bis zum 15. Juni 1944 hatte Richters Division sechzig Prozent ihrer Soldaten verloren.
Die 716. I.D. wurde dann von der Front zurückgezogen, neu organisiert und an Menschen und Material wieder aufgefüllt. Im September 1944, nach der Schlacht in der Normandie, verlor Richter das Kommando über die 716. Infanterie-Division, erhielt es später wieder und blieb in der Position bis Ende 1944. Am 20. Februar 1945 übernahm er bis zum Kriegsende am 8. Mai 1945 die 14. Luftwaffen-Felddivision im besetzten Norwegen, wo er den Krieg kampflos überstand. Er starb 1971 im Alter von 79 Jahren.
Das Hauptquartier und der Bunker, aus dem Richter während der Invasion seine Division führte, sind seit 1991 ein Museum.